# Tetramorium signatum
Tetramorium signatum är en myrart som beskrevs av Carlo Emery 1895. Tetramorium signatum ingår i släktet Tetramorium och familjen myror. Inga underarter finns listade i Catalogue of Life.